# Povegliano Veronese
Povegliano Veronese (velenceiül Povejan Veronexe) település Olaszországban, Veneto régióban, Verona megyében. Lakosainak száma 7333 fő (2023. január 1.). Povegliano Veronese Nogarole Rocca, Vigasio, Villafranca di Verona és Mozzecane községekkel határos.

## Népesség
A település népességének változása:
| Lakosok száma | 7180 | 7233 | 7333 |
|               | 2017 | 2018 | 2023 |